# Chorweiler (dzielnica)
Chorweiler, Köln-Chorweiler — dzielnica miasta Kolonia w Niemczech, w okręgu administracyjnym Chorweiler, w kraju związkowym Nadrenia Północna-Westfalia, na lewym brzegu Renu. 